# Анаксиелиды
Анаксиелиды (лат. Anaxyelidae) — семейство перепончатокрылых насекомых подотряда сидячебрюхие надсемейства Siricoidea. Около 30 видов. В основном вымершая группа, обнаруженная в юрских и меловых отложениях Центральной Азии, Англии, Испании и Бразилии. Древнейшие анаксиелиды найдены в средней юре Китая. В современной фауне представлены единственным видом из США (Syntexis libocedrii Rohwer, 1915).

## Систематика
4 подсемейства, 12 родов и около 30 видов.
- †Anaxyelinae Martynov, 1925 — 8 родов и 20 видов
  - †Anasyntexis Rasnitsyn, 1968[6]
  - †Anaxyela Martynov, 1925[7]
  - †Brachysyntexis Rasnitsyn, 1969
    - †Brachysyntexis robusta Zhang & Rasnitsyn, 2006[5]
    - †Brachysyntexis tenebrosa Kopylov, 2018[8]
    - †Brachysyntexis tigris Kopylov, 2018

  - †Kulbastavia Rasnitsyn, 1968[6]
    - †Kulbastavia grandis Kopylov, 2018

  - †Sphenosyntexis Rasnitsyn, 1969
  - †Syntexyela Rasnitsyn, 1968[6]
    - †Syntexyela continentalis Zhang & Rasnitsyn, 2006[5]

  - †Urosyntexis Rasnitsyn, 1968[6]
- †Dolichostigmatinae Rasnitsyn, 1968 — 1 вид
  - †Dolichostigma Rasnitsyn, 1968
    - †Dolichostigma tenuipes Rasnitsyn, 1968[6]
- †Kempendajinae Rasnitsyn, 1980
  - †Kempendaja Rasnitsyn, 1968[6]
  - †Mangus Kopylov, 2019[9]
- Syntexinae Benson, 1935 — 4 рода и 10 видов, включая 1 современный
  - †Cretosyntexis
  - †Curiosyntexis Kopylov, 2019[9]
  - †Curvitexis Jouault, Nam and Rasnitsyn, 2022
    - †Curvitexis kopylovi Jouault, Nam and Rasnitsyn, 2022[10]

  - †Daosyntexis Kopylov et al., 2022
  - †Deresyntexis Oyama et al., 2025[11]
  - †Dolichosyntexis Kopylov, 2019[9]
  - †Eosyntexis Rasnitsyn, 1990
    - †Eosyntexis parva Ortega-Blanco, Rasnitsyn & Delclos, 2008[4]
    - †Eosyntexis senilis Rasnitsyn, 1990

  - †Hanguksyntexis
    - †Hanguksyntexis haeretica

  - †Orthosyntexis Gao et al., 2022
  - †Parasyntexis Kopylov, 2019[9]
  - †Paraxiphydria Gao et al., 2022[12]
  - Syntexis Rohwer, 1915,
    - Syntexis libocedrii Rohwer, 1915 — США[13][14]